# Алст (Залтбоммел)
Алст (нід. Aalst) — село в нідерландській провінції Гелдерланд. Входить до муніципалітету Залтбоммел.
Його площа становить 11,03км², а населення станом на 2021 рік складало 2 290 осіб.
Перша згадка про населений пункт датується 850  роком. До 1818 року мало статус окремого муніципалітету.

## Галерея

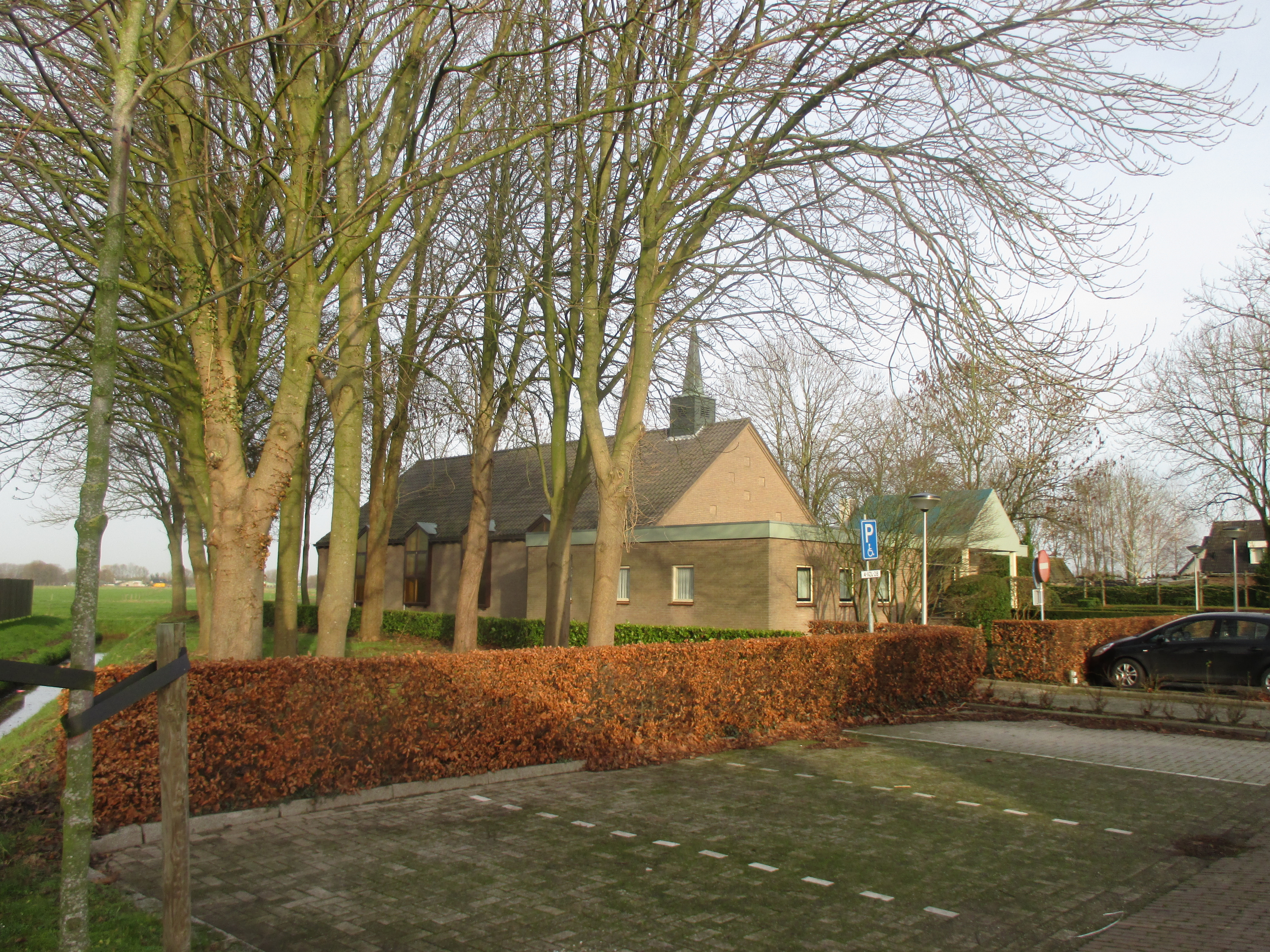
Церква
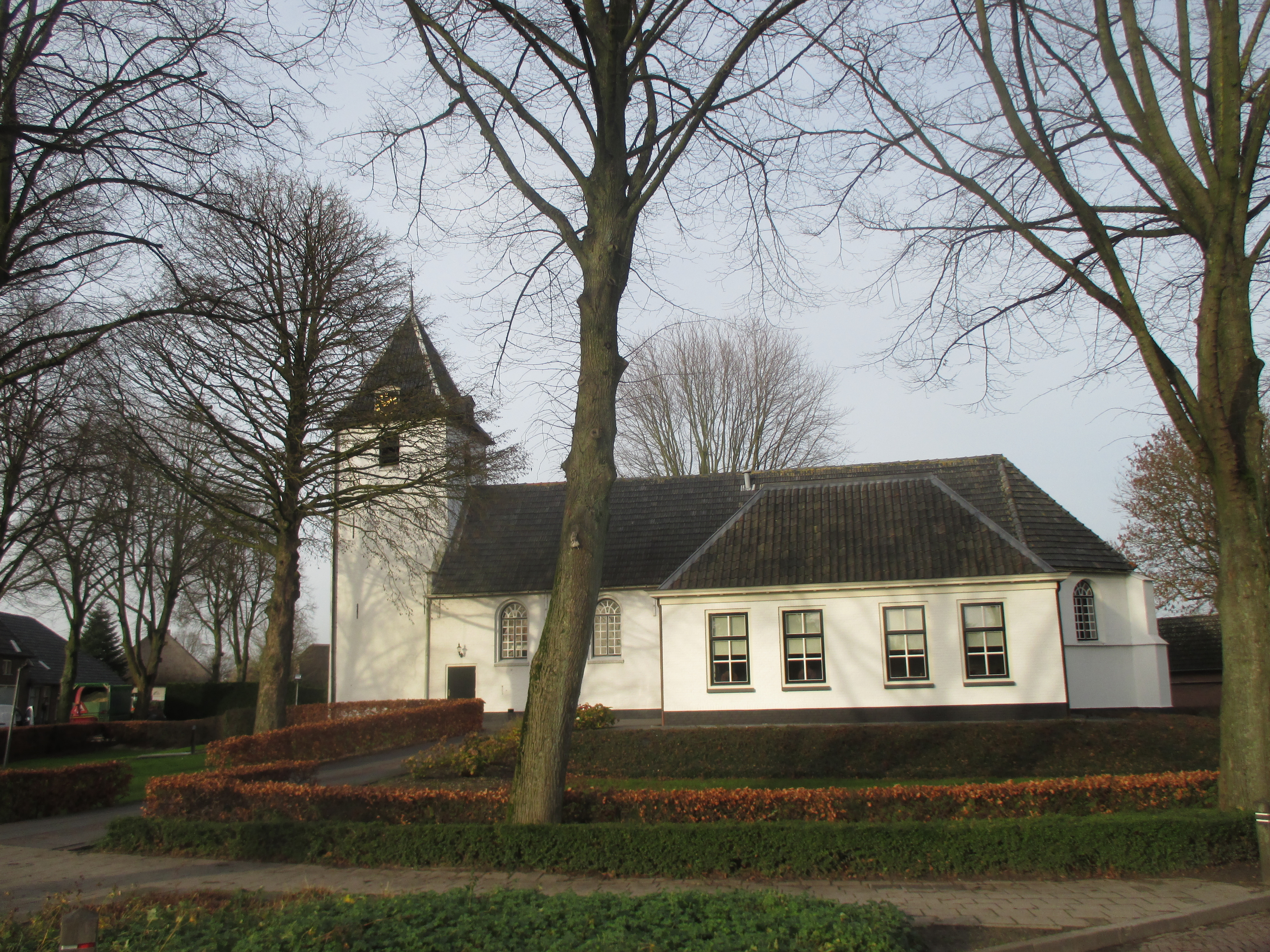
Католицька церква
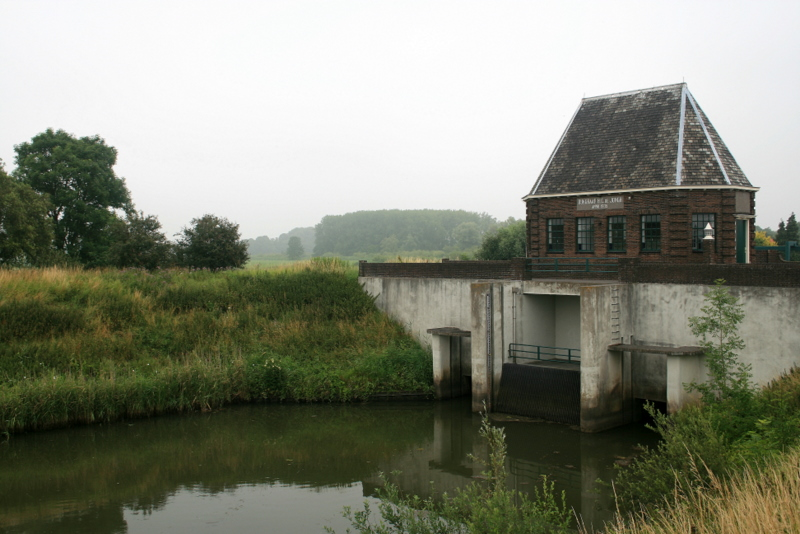
Насосна станція